# Démographie d'Apremont (Ain)
Pour les articles homonymes, voir Apremont.
La démographie  d'Apremont est caractérisée par une densité faible et une population en croissance depuis les années 1960, puisqu'elle a doublé entre 1962 et 2009.
En 2014, Apremont comptait 397  habitants, soit une évolution de 19.2 % par rapport à 2006. La commune occupait le 305e rang en nombre d'habitants sur les 419 communes que compte le département.
L'évolution démographique, les indicateurs démographiques, la pyramide des âges, l'état matrimonial, les caractéristiques de l'emploi et le niveau de formation sont détaillées ci-après.

## Évolution démographique
L'évolution du nombre d'habitants est connue à travers les recensements de la population effectués périodiquement dans la commune depuis 1793. 
Le maximum de la population a été atteint en 1800 avec 499 habitants. Déclinant progressivement jusqu'à dénombrer 238 habitants en 1962, la commune a connu ensuite une croissance forte puisque la population a doublé entre 1962 et 2009.
Une réforme du mode de recensement permet à l'Insee de publier les populations légales des communes annuellement à partir de 2006. Pour les communes de moins de 10 000 habitants, les recensements ont lieu tous les cinq ans, les populations légales intermédiaires sont quant à elles estimées par calcul. Le premier recensement exhaustif de la commune entrant dans le cadre de ce nouveau dispositif a eu lieu en 2007.
En 2014, Apremont comptait 397  habitants, soit une évolution de 19.2 % par rapport à 2006. La commune occupait le 305e rang en nombre d'habitants sur les 419 communes que compte le département.
| 1793 | 1800 | 1806 | 1821 | 1831 | 1836 | 1841 | 1846 | 1851 |
| ---- | ---- | ---- | ---- | ---- | ---- | ---- | ---- | ---- |
| 433  | 499  | 491  | 405  | 418  | 431  | 417  | 394  | 369  |

| 1856 | 1861 | 1866 | 1872 | 1876 | 1881 | 1886 | 1891 | 1896 |
| ---- | ---- | ---- | ---- | ---- | ---- | ---- | ---- | ---- |
| 361  | 383  | 358  | 348  | 334  | 308  | 294  | 298  | 314  |

| 1901 | 1906 | 1911 | 1921 | 1926 | 1931 | 1936 | 1946 | 1954 |
| ---- | ---- | ---- | ---- | ---- | ---- | ---- | ---- | ---- |
| 338  | 306  | 287  | 236  | 201  | 207  | 218  | 205  | 187  |

| 1962 | 1968 | 1975 | 1982 | 1990 | 1999 | 2007 | 2012 | 2014 |
| ---- | ---- | ---- | ---- | ---- | ---- | ---- | ---- | ---- |
| 176  | 148  | 200  | 279  | 341  | 329  | 333  | 385  | 397  |

## Indicateurs démographiques

### Densité
La densité de la population de Apremont est passée de 10,2 habitants/km2 en 1968 à 24,2 en 2009. Cette densité est, en 2009, 4,2 fois plus faible que la densité moyenne du département de l'Ain (102,2) et 4,7 fois que celle de la France métropolitaine (114,8).
Cet indicateur se situe au 336e rang au niveau départemental (sur 419 communes) et au 24 141e au niveau national (France métropolitaine), sur 36 575 communes.
| \| \| Apremont \| Apremont \| Apremont \| Apremont \| Apremont \| Apremont \| Ain \| France \| \| \| 1968 \| 1975 \| 1982 \| 1990 \| 1999 \| 2009 \| 2009 \| 2009 \| \| ------------------------- \| -------- \| -------- \| -------- \| -------- \| -------- \| -------- \| ------- \| ---------- \| \| Population \| 148 \| 200 \| 279 \| 341 \| 328 \| 352 \| 588 853 \| 62 465 709 \| \| Densité moyenne (hab/km²) \| 10,2 \| 13,7 \| 19,1 \| 23,4 \| 22,5 \| 24,2 \| 102,2 \| 114,8 \| |          |          |          |          |          |          |         |            |
| | Apremont | Apremont | Apremont | Apremont | Apremont | Apremont | Ain     | France     |
| | 1968     | 1975     | 1982     | 1990     | 1999     | 2009     | 2009    | 2009       |
| Population | 148      | 200      | 279      | 341      | 328      | 352      | 588 853 | 62 465 709 |
| Densité moyenne (hab/km²) | 10,2     | 13,7     | 19,1     | 23,4     | 22,5     | 24,2     | 102,2   | 114,8      |

.

### Soldes naturels et migratoires
L'augmentation moyenne annuelle s'est relativement tassée depuis les années 1970. De 4,4 % sur la période 1968-1975, elle est passée à 0,7 % sur la période 1999-2009, quand celle du département de l'Ain a baissé de 1,5 % à 1,3 %. Le solde naturel annuel, qui est la différence entre  le nombre de naissances et le nombre de décès enregistrés au cours d'une même année, connaît une forte baisse, puisque la variation annuelle due au solde naturel passe de 2,1 à 0,9. La baisse du taux de natalité, qui passe de 33,9 % à 13,9 %, est en fait relativement compensée par la baisse du taux de mortalité, qui parallèlement passe de 10,9 à 8,6.
Le flux migratoire connaît un recul, le taux annuel passant de 2,3 à -0,2 %, traduisant une baisse des implantations nouvelles dans la commune.
Le taux de natalité est passé de 33,9 ‰ sur la période 1968-1975 à 13,9 ‰  sur la période 1999-2009.  Celui du département était sur la période 1999-2009 de 12,5 ‰ et celui de la France métropolitaine de  12,8 ‰.
Le taux de mortalité est quant à lui passé de 12,7 ‰ sur la période 1968-1975 à 4,4 ‰  sur la période 1999-2009. Celui du département était sur cette dernière période de 7,6 ‰ et celui de la France de 8,8 ‰.
| Evolution sur la période 1968-2009 \| \| \| 1968 à 1975 \| 1975 à 1982 \| 1982 à 1990 \| 1990 à 1999 \| 1999 à 2009 \| \| ----------- \| -------------------------------------------------- \| ----------- \| ----------- \| ----------- \| ----------- \| ----------- \| \| Commune \| Variation annuelle moyenne de la population (en %) \| 4,4 \| 4,8 \| 2,5 \| -0,4 \| 0,7 \| \| Commune \| - due au solde naturel (en %) \| 2,1 \| 0,9 \| 0,8 \| 0,8 \| 0,9 \| \| Commune \| - due au solde apparent des entrées sorties (en %) \| 2,3 \| 4 \| 1,8 \| -1,3 \| -0,2 \| \| Commune \| Taux de natalité (en ‰) \| 33,9 \| 15,9 \| 14,7 \| 12,9 \| 13,9 \| \| Commune \| Taux de mortalité (en ‰) \| 12,7 \| 7,4 \| 7 \| 4,6 \| 4,4 \| \| Département \| Variation annuelle moyenne de la population (en %) \| 1,5 \| 1,5 \| 1,5 \| 1 \| 1,3 \| \| France \| Variation annuelle moyenne de la population (en %) \| 0,8 \| 0,5 \| 0,5 \| 0,4 \| 0,7 \| | Mouvements naturels sur la période 1999-2009 Naissances Décès |             |             |             |             |             |
| |                                                               | 1968 à 1975 | 1975 à 1982 | 1982 à 1990 | 1990 à 1999 | 1999 à 2009 |
| Commune | Variation annuelle moyenne de la population (en %)            | 4,4         | 4,8         | 2,5         | -0,4        | 0,7         |
| Commune | - due au solde naturel (en %)                                 | 2,1         | 0,9         | 0,8         | 0,8         | 0,9         |
| Commune | - due au solde apparent des entrées sorties (en %)            | 2,3         | 4           | 1,8         | -1,3        | -0,2        |
| Commune | Taux de natalité (en ‰)                                       | 33,9        | 15,9        | 14,7        | 12,9        | 13,9        |
| Commune | Taux de mortalité (en ‰)                                      | 12,7        | 7,4         | 7           | 4,6         | 4,4         |
| Département | Variation annuelle moyenne de la population (en %)            | 1,5         | 1,5         | 1,5         | 1           | 1,3         |
| France | Variation annuelle moyenne de la population (en %)            | 0,8         | 0,5         | 0,5         | 0,4         | 0,7         |

## Pyramide des âges
La pyramide des âges, à savoir la répartition par sexe et âge de la population, de la commune de Apremont en 2009 ainsi que, comparativement, celle du département de l'Ain la même année, sont représentées avec les graphiques ci-dessous.
La population de la commune comporte 51,7 % d'hommes et 48,3 % de femmes. Les tranches pour lesquelles le déséquilibre est le plus prononcé en faveur des femmes sont les tranches 0-14 ans (+7,2 % de femmes)75-90 ans (+20 % de femmes) et 90 ans et + (pas d'homme).

La population de la commune a vieilli entre 1999 et 2009, le taux des personnes de 60 ans et plus passant de 11 % à 16 %, à l'instar des populations du département et de la France qui sont aussi passées respectivement de 18 à 20 % pour le Département et de 20 à 23 % pour la France métropolitaine. 
| \| \| Apremont \| Apremont \| Apremont \| Apremont \| Ain \| Ain \| France \| France \| \| \| 2009 \| 2009 \| 1999 \| 1999 \| 2009 \| 1999 \| 2009 \| 1999 \| \| -------------- \| -------- \| -------- \| -------- \| -------- \| ---- \| ---- \| ------ \| ------ \| \| \| nb \| % \| nb \| % \| % \| % \| % \| % \| \| Ensemble \| 352 \| 100 \| 328 \| 100 \| 100 \| 100 \| 100 \| 100 \| \| 0-14 ans \| 73 \| 21 \| 69 \| 21 \| 21 \| 21 \| 18 \| 19 \| \| 15-29 ans \| 55 \| 16 \| 68 \| 21 \| 17 \| 19 \| 19 \| 20 \| \| 30-44 ans \| 84 \| 24 \| 71 \| 22 \| 22 \| 23 \| 20 \| 22 \| \| 45-59 ans \| 84 \| 24 \| 84 \| 26 \| 20 \| 19 \| 20 \| 18 \| \| 60-74 ans \| 45 \| 13 \| 21 \| 6 \| 13 \| 12 \| 14 \| 13 \| \| 75 ans ou plus \| 12 \| 3 \| 15 \| 5 \| 7 \| 6 \| 9 \| 7 \| | 1999 2009 |          |          |          |      |      |        |        |
| | Apremont  | Apremont | Apremont | Apremont | Ain  | Ain  | France | France |
| | 2009      | 2009     | 1999     | 1999     | 2009 | 1999 | 2009   | 1999   |
| | nb        | %        | nb       | %        | %    | %    | %      | %      |
| Ensemble | 352       | 100      | 328      | 100      | 100  | 100  | 100    | 100    |
| 0-14 ans | 73        | 21       | 69       | 21       | 21   | 21   | 18     | 19     |
| 15-29 ans | 55        | 16       | 68       | 21       | 17   | 19   | 19     | 20     |
| 30-44 ans | 84        | 24       | 71       | 22       | 22   | 23   | 20     | 22     |
| 45-59 ans | 84        | 24       | 84       | 26       | 20   | 19   | 20     | 18     |
| 60-74 ans | 45        | 13       | 21       | 6        | 13   | 12   | 14     | 13     |
| 75 ans ou plus | 12        | 3        | 15       | 5        | 7    | 6    | 9      | 7      |

## État matrimonial
En 2009, la commune comptait 34,5 % de célibataires, 56,4 % de personnes mariées, 3,4 % de veufs ou veuves et 5,7 % de divorcé(e)s. Le taux de personnes mariées apparaît ainsi supérieur à celui du département (52,5 %) mais aussi de la France (47,5 %).
| \| \| Apremont \| Apremont \| Apremont \| Ain \| France \| \| ------------- \| -------- \| -------- \| -------- \| ------ \| ------ \| \| \| Hommes \| Femmes \| Total \| Total \| Total \| \| Célibataires \| 37,8 % \| 30,5 % \| 34,5 % \| 33,3 % \| 37,5 % \| \| Marié(e)s \| 54,7 % \| 58 % \| 56,4 % \| 52,5 % \| 47,5 % \| \| Veufs, veuves \| 2 % \| 4,6 % \| 3,4 % \| 6,8 % \| 7,7 % \| \| Divorcé(e)s \| 4,7 % \| 6,1 % \| 5,7 % \| 7,4 % \| 7,4 % \| |          |          |          |        |        |
| | Apremont | Apremont | Apremont | Ain    | France |
| | Hommes   | Femmes   | Total    | Total  | Total  |
| Célibataires | 37,8 %   | 30,5 %   | 34,5 %   | 33,3 % | 37,5 % |
| Marié(e)s | 54,7 %   | 58 %     | 56,4 %   | 52,5 % | 47,5 % |
| Veufs, veuves | 2 %      | 4,6 %    | 3,4 %    | 6,8 %  | 7,7 %  |
| Divorcé(e)s | 4,7 %    | 6,1 %    | 5,7 %    | 7,4 %  | 7,4 %  |

## Emploi
En 2009, les professions intermédiaires représentaient, avec 59 emplois, la catégorie socioprofessionnelle la plus importante de la population active de la commune (21,2 % contre 13,2 au niveau départemental). En 1999, ils étaient 52 et représentaient 19,7 % de la population active.
La commune comptait par ailleurs, en 2009, 34 retraités, soit 12,1 % de la population de la commune et 15,2 % de moins que le taux départemental. Cet écart s'est toutefois réduit par rapport à celui de 1999 puisqu'il était alors de -8,8 %.
| \| \| Apremont \| Apremont \| Apremont \| Apremont \| Ain \| Ain \| France \| France \| \| ------------------------------------------------- \| -------- \| -------- \| -------- \| -------- \| ---- \| ---- \| ------ \| ------ \| \| 2009 \| 2009 \| 1999 \| 1999 \| 2009 \| 1999 \| 2009 \| 1999 \| \| \| nb \| % \| nb \| % \| % \| % \| % \| % \| \| \| Ensemble \| 279 \| 100 \| 264 \| 100 \| 100 \| 100 \| 100 \| 100 \| \| Agriculteurs exploitants \| 4 \| 1,5 \| 8 \| 3 \| 0,9 \| 1,4 \| 1 \| 1,4 \| \| Artisans, commerçants, chefs d'entreprise \| 8 \| 3 \| 4 \| 1,5 \| 3,7 \| 4,2 \| 3,3 \| 3,5 \| \| Cadres et professions intellectuelles supérieures \| 38 \| 13,6 \| 32 \| 12,1 \| 8 \| 5,9 \| 8,7 \| 6,7 \| \| Professions intermédiaires \| 59 \| 21,2 \| 52 \| 19,7 \| 15,5 \| 13,2 \| 13,9 \| 12,1 \| \| Employés \| 38 \| 13,6 \| 36 \| 13,6 \| 16,8 \| 16,1 \| 16,6 \| 16,5 \| \| Ouvriers \| 55 \| 19,7 \| 52 \| 19,7 \| 16,8 \| 18,6 \| 13,5 \| 14,9 \| \| Retraités \| 34 \| 12,1 \| 36 \| 13,6 \| 24,2 \| 20,9 \| 26,2 \| 22,4 \| \| Autres personnes sans activité professionnelle \| 42 \| 15,2 \| 44 \| 16,7 \| 14 \| 19,8 \| 16,9 \| 22,6 \| | 1999 2009 |          |          |          |      |      |        |        |
| | Apremont  | Apremont | Apremont | Apremont | Ain  | Ain  | France | France |
| 2009 | 2009      | 1999     | 1999     | 2009     | 1999 | 2009 | 1999   |        |
| nb | %         | nb       | %        | %        | %    | %    | %      |        |
| Ensemble | 279       | 100      | 264      | 100      | 100  | 100  | 100    | 100    |
| Agriculteurs exploitants | 4         | 1,5      | 8        | 3        | 0,9  | 1,4  | 1      | 1,4    |
| Artisans, commerçants, chefs d'entreprise | 8         | 3        | 4        | 1,5      | 3,7  | 4,2  | 3,3    | 3,5    |
| Cadres et professions intellectuelles supérieures | 38        | 13,6     | 32       | 12,1     | 8    | 5,9  | 8,7    | 6,7    |
| Professions intermédiaires | 59        | 21,2     | 52       | 19,7     | 15,5 | 13,2 | 13,9   | 12,1   |
| Employés | 38        | 13,6     | 36       | 13,6     | 16,8 | 16,1 | 16,6   | 16,5   |
| Ouvriers | 55        | 19,7     | 52       | 19,7     | 16,8 | 18,6 | 13,5   | 14,9   |
| Retraités | 34        | 12,1     | 36       | 13,6     | 24,2 | 20,9 | 26,2   | 22,4   |
| Autres personnes sans activité professionnelle | 42        | 15,2     | 44       | 16,7     | 14   | 19,8 | 16,9   | 22,6   |

## Niveau de formation
Le taux de personnes non scolarisées sans diplôme a augmenté entre 1999 (11,6 %) et 2009 (13,2 %). Il est inférieur à celui de l'Ain (17,1 %)  et à celui de la France métropolitaine (18,3 %).
Parallèlement le taux de personnes titulaires d'un diplôme de l'enseignement supérieur long est passé de 5,2 % en 1999 à 9,4 % en 2009, un taux inférieur à celui de l'Ain (10,6 %)  et au taux national relatif à la France métropolitaine (12,7 %).
| \| \| Apremont \| Apremont \| Apremont \| Apremont \| Ain \| Ain \| France \| France \| \| --------------------------------------------------------- \| -------- \| -------- \| -------- \| -------- \| ---- \| ---- \| ------ \| ------ \| \| 2009 \| 2009 \| 1999 \| 1999 \| 2009 \| 1999 \| 2009 \| 1999 \| \| \| nb \| % \| nb \| % \| % \| % \| % \| % \| \| \| \| 247 \| 100 \| 233 \| 100 \| 100 \| 100 \| 100 \| 100 \| \| Aucun diplôme \| 33 \| 13,2 % \| 27 \| 11,6 % \| 17,1 \| 18,4 \| 18,3 \| 20 \| \| Titulaires du certificat d'études primaires \| 34 \| 13,7 % \| 46 \| 19,7 % \| 11,2 \| 18,4 \| 11,1 \| 17,6 \| \| Titulaires du BEPC, brevet des collèges \| 17 \| 6,8 % \| 18 \| 7,7 % \| 5,7 \| 7,4 \| 6,3 \| 8,1 \| \| Titulaires d'un CAP ou d'un BEP \| 72 \| 29,1 % \| 60 \| 25,8 % \| 26,5 \| 27,6 \| 24 \| 25 \| \| Titulaires d'un baccalauréat ou d'un brevet professionnel \| 36 \| 14,5 % \| 41 \| 17,6 % \| 16,4 \| 12,4 \| 15,9 \| 12,1 \| \| Titulaires d'un diplôme de l'enseignement supérieur court \| 33 \| 13,2 % \| 29 \| 12,4 % \| 16,4 \| 8,8 \| 11,8 \| 8,5 \| \| Titulaires d'un diplôme de l'enseignement supérieur long \| 23 \| 9,4 % \| 12 \| 5,2 % \| 10,6 \| 7 \| 12,7 \| 8,8 \| | 1999 2009 |          |          |          |      |      |        |        |
| | Apremont  | Apremont | Apremont | Apremont | Ain  | Ain  | France | France |
| 2009 | 2009      | 1999     | 1999     | 2009     | 1999 | 2009 | 1999   |        |
| nb | %         | nb       | %        | %        | %    | %    | %      |        |
| | 247       | 100      | 233      | 100      | 100  | 100  | 100    | 100    |
| Aucun diplôme | 33        | 13,2 %   | 27       | 11,6 %   | 17,1 | 18,4 | 18,3   | 20     |
| Titulaires du certificat d'études primaires | 34        | 13,7 %   | 46       | 19,7 %   | 11,2 | 18,4 | 11,1   | 17,6   |
| Titulaires du BEPC, brevet des collèges | 17        | 6,8 %    | 18       | 7,7 %    | 5,7  | 7,4  | 6,3    | 8,1    |
| Titulaires d'un CAP ou d'un BEP | 72        | 29,1 %   | 60       | 25,8 %   | 26,5 | 27,6 | 24     | 25     |
| Titulaires d'un baccalauréat ou d'un brevet professionnel | 36        | 14,5 %   | 41       | 17,6 %   | 16,4 | 12,4 | 15,9   | 12,1   |
| Titulaires d'un diplôme de l'enseignement supérieur court | 33        | 13,2 %   | 29       | 12,4 %   | 16,4 | 8,8  | 11,8   | 8,5    |
| Titulaires d'un diplôme de l'enseignement supérieur long | 23        | 9,4 %    | 12       | 5,2 %    | 10,6 | 7    | 12,7   | 8,8    |